# GRASP (padrão orientado a objetos)
General responsibility assignment software patterns (ou principles), abreviado GRASP, consiste em diretrizes para atribuir responsabilidade a classes e objetos em projeto orientado a objetos.
Os diferentes padrões e princípios utilizados no GRASP são: controller (controlador), creator (criador), indirection (indireção), information expert (especialista na informação), alta coesão, baixo acoplamento, polimorfismo, pure fabrication (fabricação/invenção pura) e protected variations (variações protegidas). Todos esses padrões respondem a algum problema, e esses problemas são comuns a quase todos os projetos de desenvolvimento de software. Essas técnicas não foram inventadas a fim de criar novas formas de trabalho, mas para melhor documentar e padronizar os antigos e amplamente praticados princípios de programação em padrões orientado a objetos.
Craig Larman, cientista da computação, afirma que "a ferramenta crucial de projeto para desenvolvimento de software é uma mente bem educada em princípios de projeto. Não é UML ou qualquer outra tecnologia".  Assim, GRASP é realmente um conjunto de ferramentas mentais, um auxílio de aprendizagem para ajudar no projeto de software orientado a objetos.

## Padrões

### Controller (controlador)
O padrão controlador atribui a responsabilidade de manipular eventos do sistema para uma classe que não seja de interface do usuário (UI) que representa o cenário global ou cenário de caso de uso. Um objeto controlador é um objeto de interface não-usuário, responsável por receber ou manipular um evento do sistema.
Um caso de uso controlador deve ser usado para lidar com todos os eventos de casos de uso e pode ser usado para mais de um caso de uso (por exemplo, para casos de uso como Criar usuário e Excluir usuário, pode ter um único UserController, em vez de dois casos de uso controllers separados).
É definido como o primeiro objeto além da camada UI que recebe e coordena ("controla") operações do sistema. O controlador deve delegar o trabalho que precisa ser feito para outros objetos; ele coordena ou controla a atividade. Ele não deve fazer muito trabalho por si próprio. O Controller GRASP pode ser considerado uma parte da camada de aplicação/serviço  (assumindo que a aplicação tenha feito uma distinção explícita entre a camada de aplicativo/serviço e a camada de domínio em um sistema orientado a objetos com camadas comuns em uma arquitetura lógica do sistema de informações).

### Creator (criador)
A criação de objetos é uma das mais comuns atividades em um sistema orientado a objetos. Descobrir qual classe é responsável por criar objetos é uma propriedade fundamental da relação entre objetos de classes particulares.
Em geral, uma classe B deve ser responsável por criar instâncias de classe A se uma, ou preferencialmente mais, das seguintes afirmações se aplicam:
- Instâncias de B contêm ou agregam instâncias de A;
- Instâncias de B gravam instâncias de A;
- Instâncias de B utilizam de perto instâncias de A;
- Instâncias de B têm as informações de iniciação das instâncias de A e passam isso na criação.

### Indirection
O padrão de indireção suporta baixo acoplamento (e potencial de reutilização) entre dois elementos, atribuindo a objeto intermediário a responsabilidade de ser o mediador entre eles. Um exemplo é a introdução do componente controlador para mediação entre dados (modelo) e sua representação (visualização) no padrão MVC.

### Information expert (Especialista na informação)
Especialista na informação é um princípio utilizado para determinar onde delegar responsabilidades. Essas responsabilidades incluem métodos, campos computados, e assim em diante.
Usando o princípio information expert, uma abordagem geral para atribuir responsabilidades é olhar para uma determinada responsabilidade, determinar a informação necessária para cumpri-la e depois determinar onde essa informação está armazenada.
Information expert guia colocará a responsabilidade na classe com a maioria das informações necessárias para cumpri-la. 

### Alta coesão
Alta coesão é um padrão avaliativo que tenta manter os objetos adequadamente focados, gerenciáveis e compreensíveis. A alta coesão é geralmente utilizada em suporte de baixo acoplamento. A alta coesão significa que as responsabilidades de um determinado elemento estão fortemente relacionadas e altamente focadas. A quebra de programas em classes e subsistemas é um exemplo de atividades que aumentam as propriedades coesivas de um sistema. Alternativamente, a baixa coesão é uma situação em que um determinado elemento tem muitas responsabilidades distintas, não relacionadas. Elementos com baixa coesão muitas vezes sofrem de ser difíceis de entender, reutilizar, manter e são avessos à mudança.

### Baixo acoplamento
O acoplamento é uma medida de quão forte um elemento está conectado, tem conhecimento ou depende de outros elementos. O baixo acoplamento é um padrão de avaliação que determina como atribuir responsabilidades de suporte:
- menor dependência entre as classes,
- mudança em uma classe com menor impacto em outras,
- maior potencial de reutilização.

### Polimorfismo
De acordo com o princípio do polimorfismo, a responsabilidade de definir a variação dos comportamentos com base no tipo é atribuída ao tipo para o qual essa variação ocorre. Isto é conseguido utilizando operações polimórficas. O usuário do tipo deve usar operações polimórficas em vez de ramificações explícitas com base no tipo.

### Pure fabrication (invenção pura)
Uma fabricação/invenção pura é uma classe artificial que não representa um conceito no domínio do problema, especialmente feito para conseguir baixo acoplamento, alta coesão e o potencial de reutilização derivado (quando uma solução apresentada pelo padrão information expert não é). Esse tipo de classe é chamado de "serviço" em padrão orientado a domínio.

### Protected variations (variações protegidas)
O padrão variações protegidas protege elementos das variações em outros elementos (objetos, sistemas, subsistemas) envolvendo o foco de instabilidade com uma interface e usando polimorfismo para criar várias implementações desta interface.